# Gonjo
| Tibetische Bezeichnung               |
| ------------------------------------ |
| Tibetische Schrift: གོ་འཇོ་རྫོང་         |
| Wylie-Transliteration: go ’jo rdzong |
| Andere Schreibweisen: Gojo           |
| Chinesische Bezeichnung              |
| Traditionell: 貢覺縣                 |
| Vereinfacht: 贡觉县                  |
| Pinyin:Gòngjué Xiàn                  |

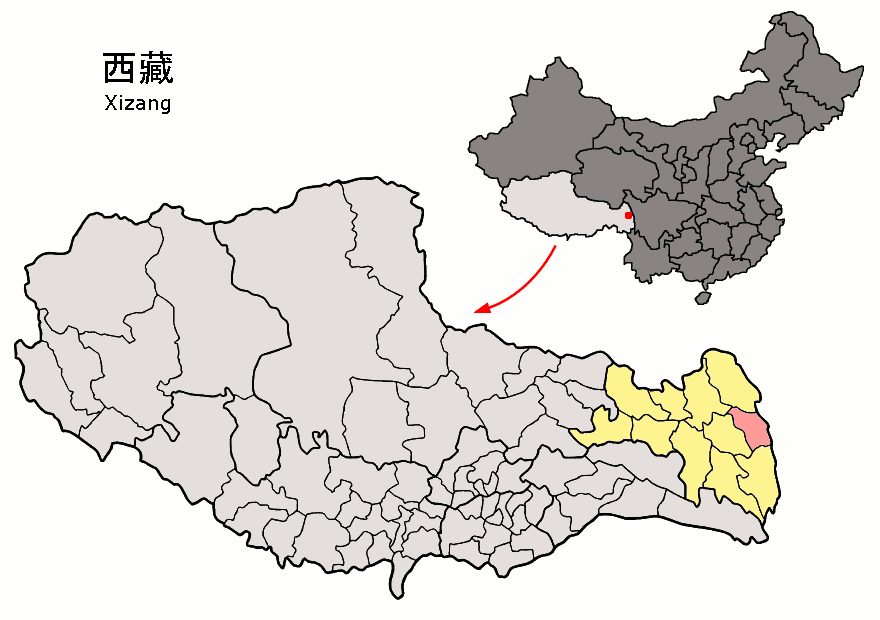
Lage des Kreises Gonjo (rosa) in Qamdo (gelb)

Der Kreis Gonjo (Gojo) gehört zum Verwaltungsgebiet der Stadt Qamdo im Osten des Autonomen Gebiets Tibet der Volksrepublik China. Die Fläche beträgt 6.326 Quadratkilometer und die Einwohnerzahl 40.009 (Stand: Zensus 2020). 1999 zählte Gonjo 42.611 Einwohner.

## Administrative Gliederung
Auf Gemeindeebene setzt sich der Kreis aus einer Großgemeinde und elf Gemeinden zusammen. Diese sind (amtl. Schreibweise / Chinesisch):
- Großgemeinde Bolo 莫洛镇
- Gemeinde Mindo 敏都乡
- Gemeinde Zeba 则巴乡
- Gemeinde Langmai 罗麦乡
- Gemeinde Serdong 沙东乡
- Gemeinde Kerri 克日乡
- Gemeinde Bumgye 木协乡
- Gemeinde Awang 阿旺乡
- Gemeinde Lhato 拉妥乡
- Gemeinde Qangsum 雄松乡
- Gemeinde Lha'gyai 哈加乡
- Gemeinde Gyanbe 相皮乡